# Boyceville
Boyceville est un village du comté de Dunn, dans l'État du Wisconsin, aux États-Unis. En 2020, il comptait une population de 1 100 habitants.